# Express FC
El Express FC es un equipo de fútbol de Uganda que juega en la Liga Premier de Uganda, la liga de fútbol más importante del país.

## Historia
Fue fundado en el año 1957 en la capital Kampala por los gerentes del diario inglés Uganda Express Newspapers, siendo el equipo más viejo de Uganda. Su popularidad es por su seudónimo Red Eagles.
Nunca ha descendido de categoría.

## Palmarés
- Liga Premier de Uganda: 6

1974, 1975, 1993, 1995, 1996, 2012
- Copa de Uganda: 10

1985, 1991, 1992, 1994, 1995, 1997, 2001, 2003, 2006, 2007
- Super Copa del Este Africano: 1

2001-02

## Participación en competiciones de la CAF
| Temporada | Torneo                            | Ronda            | Club                 | Casa | Visita | Global      |
| --------- | --------------------------------- | ---------------- | -------------------- | ---- | ------ | ----------- |
| 1975      | Copa Africana de Clubes Campeones | 1                | Horseed FC           | 1-0  | 0-0    | 1-0         |
| 1975      | Copa Africana de Clubes Campeones | 2                | Ghazl Al-Mehalla     | 1-1  | 0-1    | 1-2         |
| 1976      | Copa Africana de Clubes Campeones | 1                | Caïman Douala        | 1-0  | 0-1    | 1-1 (4-3 p) |
| 1976      | Copa Africana de Clubes Campeones | 2                | Enugu Rangers        | 2-2  | 0-0    | 2-2 (a)     |
| 1986      | Recopa Africana                   | 1                | Al-Ahly              | 1-0  | 0-2    | 1-2         |
| 1989      | Copa Africana de Clubes Campeones | 1                | Mbabane Highlanders  | 4-0  | 1-2    | 5-2         |
| 1989      | Copa Africana de Clubes Campeones | 2                | Zimbabwe Saints      | 0-1  | 1-0    | 1-1 (3-4 p) |
| 1990      | Copa Africana de Clubes Campeones | 1                | Nkana Red Devils     | 0-1  | 1-3    | 1-4         |
| 1992      | Recopa Africana                   | 1                | Al-Merrikh SC        | 1-1  | 0-1    | 1-2         |
| 1993      | Recopa Africana                   | 1                | Al-Merrikh SC        | 2-0  | 0-3    | 2-3         |
| 1994      | Copa Africana de Clubes Campeones | 1                | Zamalek SC           | dq1  | dq1    | dq1         |
| 1995      | Copa Africana de Clubes Campeones | 1                | FNS FC               | 7-0  | 2-0    | 9-0         |
| 1995      | Copa Africana de Clubes Campeones | 2                | Aigle Nkongsamba     | 3-0  | 0-1    | 3-1         |
| 1995      | Copa Africana de Clubes Campeones | Cuartos de final | Dynamos FC           | 0-1  | 2-1    | 2-2 (a)     |
| 1995      | Copa Africana de Clubes Campeones | Semifinales      | Orlando Pirates FC   | 1-1  | 0-1    | 1-2         |
| 1996      | Copa Africana de Clubes Campeones | Preliminar       | Sunrise Flacq United | 1-0  | 1-3    | 2-3         |
| 1997      | Liga de Campeones de la CAF       | Preliminar       | Young Africans FC    | 1-0  | 0-0    | 1-0         |
| 1997      | Liga de Campeones de la CAF       | 1                | CAPS United          | 4-2  | 2-5    | 6-7         |
| 1998      | Recopa Africana                   | 1                | Al-Mourada SC        | 1-0  | 0-0    | 1-0         |
| 1998      | Recopa Africana                   | 2                | Espérance ST         | 1-0  | 0-2    | 1-2         |
| 1999      | Copa CAF                          | 1                | Mdlaw Megbi          | 6-0  | 0-1    | 6-1         |
| 1999      | Copa CAF                          | 2                | ES Sahel             | 2-2  | 0-2    | 2-4         |
| 2002      | Recopa Africana                   | 1                | Ghazl Al-Mehalla     | 2-1  | 1-2    | 3-3 (1-4 p) |
| 2003      | Copa CAF                          | 1                | Green Buffaloes FC   | 1-1  | 1-2    | 2-3         |
| 2004      | Copa Confederación de la CAF      | Preliminar       | Ethiopian Bunna      | 2-1  | 0-0    | 2-1         |
| 2004      | Copa Confederación de la CAF      | 1                | Lobi Stars FC        | 1-1  | 0-3    | 1-4         |
| 2008      | Copa Confederación de la CAF      | Preliminar       | AS Inter Star        | 1-0  | 0-1    | 1-1 (5-4 p) |
| 2008      | Copa Confederación de la CAF      | 1                | AS Vita Club         | 0-0  | 0-0    | 0-0 (2-4 p) |

1- Los equipos de Uganda fueron descalificados por las deudas que tenía su federación con la CAF.

## Jugadores

### Jugadores destacados
| - Henry Baganza - Julius Bakabulinde - Ibrahim Buwembo - Yasin Gafumba - Nicholas Kabali - Andrew Kabogoza - Kassim Kasauli - Charles Katamba - Micheal Katosi - Keffa Kisala - Badru Kiyega - Hassan Mubiru - Ronald Mugulusi - Ssekitte Rogers Balikuddembe Mukasa - Andrew Mukasa Kalyango (más goles en una sola temporada) | - Rogers Mutebi - James Ndawula - Julius Ntambi - Phillip Obwiny - David Obua - Allan Okello - Mathius Okwalinga - George Semwogerere (más partidos como capitán) - Peter Sibo - Daniel Mzee Sserunkuma - Jingo Sulaiman - Andrew Taliaka - Fred Tamale - Kenny Tumusime - Godfrey Wakabu | - Alex Witaba - David Zziwa |